# Morele rechten
De morele rechten in het auteursrecht zijn de rechten die te maken hebben met de immateriële belangen van de auteur. Bijvoorbeeld zijn of haar reputatie, "integriteit" en/of de persoonlijke band met het werk in zijn of haar hoedanigheid als maker. Deze rechten zijn extra-patrimoniaal of niet-vermogensrechtelijk. In Nederland wordt hiervoor tevens wel de term persoonlijkheidsrechten gebruikt, hoewel er ook persoonlijkheidsrechten bestaan buiten het auteursrecht.
Deze rechten worden onderscheiden van de auteursrechtelijke economische exploitatiebevoegdheid. Exploitatierecht, zoals het recht op verveelvoudiging kan worden aangewend ter handhaving of behartiging van de materiële belangen. Ze vormen een aparte categorie binnen de auteursrechten. 

## Berner conventie
Een belangrijke internationale bron voor de toekenning van de morele rechten aan de auteur is art.6 bis van de Berner Conventie, zoals aangepast te Rome in 1928 en daarna diverse malen herzien. Deze rechten zijn onvervreemdbaar, er kan geen afstand van gedaan worden. Ook wanneer een auteur de auteursrechten op zijn boek, toneelstuk of muziekstuk aan iemand weggeeft of bijvoorbeeld verkoopt aan een uitgever, dan behoudt hij of zij deze morele rechten. 

## Nederland
Morele rechten worden voornamelijk geregeld in artikel 25 van de Nederlandse Auteurswet. Hierin krijgt de maker van een werk, zelfs nadat hij zijn auteursrecht heeft overgedragen, de volgende rechten:
- het recht om bij openbaarmaking van het werk zijn naam als maker vermeld te zien;
- het recht zich te verzetten tegen de openbaarmaking van het werk onder een andere naam dan de zijne, of onder een andere benaming van het werk;
- het recht zich te verzetten tegen elke andere wijziging in het werk;
- het recht zich te verzetten tegen elke misvorming, verminking of andere aantasting van het werk, welke nadeel zou kunnen toebrengen aan de eer of de naam van de maker of aan zijn waarde in deze hoedanigheid.

In een aantal gevallen wordt dit recht beperkt door de redelijkheid of het verbod op rechtsmisbruik (dan geldt een uitoefening ervan als misbruik van bevoegdheid); de bepaling in de Auteurswet m.b.t. deze relativering van de morele auteursrechten is echter ouder dan de betreffende meer algemene bepaling tegen misbruik van recht in het Burgerlijk Wetboek, die van kracht is sinds 1992, hoewel de figuur misbruik van recht in de civiele rechtspraak al wordt onderkend sinds 1927.

### Duur van morele rechten
Morele rechten hebben in Nederland een maximale duur van 70 jaar na de dood van de maker. Morele rechten moeten wel bij overlijden expliciet per codicil of testament overgedragen worden. Wanneer dit niet is gebeurd verlopen de morele rechten bij het overlijden van de maker.

### Jurisprudentie over persoonlijkheidsrechten

#### Het Wavin-kantoor te Zwolle
Het Wavin-kantoor te Zwolle is ontworpen door de architect Evert Jelles. Dit gebouw, dat in 1967 in gebruik werd genomen, werd beschouwd als representatief voor de late jaren zestig en voor het oeuvre van architect Jelles, en werd tevens beschouwd als een van de beste voorbeelden van naoorlogse bouwkunst van Zwolle.
Toen de gemeente het wilde laten slopen deed de architect een beroep op zijn persoonlijkheidsrechten. De Hoge Raad oordeelde echter dat de vernietiging van een werk niet onder de persoonlijkheidsrechten viel, en in 2003 is het gebouw gesloopt.. In de conclusie van advocaat-generaal A.W.F. Verkade werd uitgebreid ingegaan op de achtergrond van art.25 Aw en de bedoeling van de wetgever met deze bepaling.

#### Filmpje
Op 21 februari 2004 wilde SBS6 Paul de Leeuws film Filmpje vertonen. Paul de Leeuw verzette zich destijds tegen die uitzending, omdat hij een diepgewortelde afkeer van die zender had en onder geen beding wilde dat zijn werk aldaar te zien is of werd geassocieerd met SBS of dat zijn film door reclame onderbroken werd. Voor de rechter was dit toch onvoldoende om zijn toestemming tot uitzending te weigeren.

#### Stadsschouwburg Groningen
In 1984 had een kunstenares een kunstzinnige plafondschildering gemaakt in de Stadsschouwburg in Groningen. De schildering liep door tot in de foyer. In 2004 besloot de schouwburg de theaterrode vloerbedekking te vervangen en de wanden bij de trappen donkerblauw te laten schilderen. De kunstenares beriep zich met succes op haar persoonlijkheidsrechten. De rechter sprak op 10 september 2004 uit, dat deze kleuren inderdaad de hele uitstraling van het werk bedierven en beval dat de wijzigingen ongedaan moesten worden gemaakt.

#### ROC Drenthe kunstwerkZonder titel 1407
In december 2018 oordeelde de rechtbank te Assen dat de verwijdering van het kunstwerk Zonder titel 1407 door het ROC Drenthe zonder voorgaand overleg onrechtmatig was jegens de kunstenaar en dat er schadevergoeding verschuldigd was in verband met de aantasting van diens persoonlijkheidsrecht.

## België
Naar Belgisch recht zijn morele rechten persoonlijkheidsrechten, daar zij de bescherming van de creatieve persoonlijkheid van de auteur beogen. Morele rechten zijn persoonlijkheidsrechten aangezien iedere aantasting van het werk tevens een aantasting van de persoonlijkheid uitmaakt. In het Belgisch recht bestaan er 3 soorten morele rechten: het recht op vaderschap, het beschikkings- of divulgatierecht en het recht op integriteit. Daarnaast geniet de uitvoerende kunstenaar morele naburige rechten op zijn intellectuele creatie, zoals het recht op naamsvermelding en het recht een onjuiste toeschrijving te verbieden.

### Recht op vaderschap
Het recht op vaderschap (droit de paternité) in het auteursrecht omvat 2 bevoegdheden. Enerzijds het recht om het werk in eigen naam, anoniem of onder een pseudoniem te publiceren, anderzijds het recht om de erkenning van het vaderschap af te dwingen of een valselijk toegeschreven vaderschap te betwisten. Dit in de Berner Conventie ingevoerd begrip geldt als het meest fundamentele auteursrecht, de onderliggende laag waarop alle andere rechten en bevoegdheden van de maker zijn gegrondvest.

### Beschikkings- en divulgatierecht
Het divulgatierecht verleent de auteur van het werk het recht op publicatie of bekendmaking van het werk. Tot dat divulgatierecht behoort ook de bevoegdheid het werk al dan niet vrij te geven ten behoeve van liefdadigheid. Uit dat divulgatierecht vloeit ook voort het recht een eenmaal openbaar gemaakt werkt ook zo nodig uit de openbaarheid terug te trekken of de verspreiding of opvoering daarvan te (doen) staken. 
Het beschikkingsrecht van de maker is de bevoegdheid uit te maken of hij zijn of haar werk ook door anderen laat verveelvoudigen, verspreiden of opvoeren, en onder welke modaliteiten: door wie, met welk doel, op welke wijze, waar en hoelang, en/of onder welke door hem of haar te stellen voorwaarden (zoals bijvoorbeeld een betaling van een geldbedrag of aandeel in de eventuele revenuen).

### Recht op integriteit
Het recht op integriteit laat de auteur toe op te komen tegen iedere aantasting van de geest op de essentie van het werk.